# Arabische Wüste

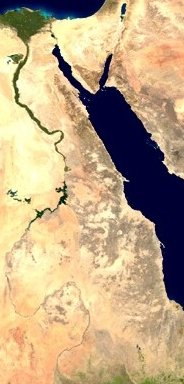
Arabische Wüste im Norden, Nubische Wüste im Süden

Die Arabische Wüste (arabisch الصحراء الشرقية, DMG aṣ-Ṣaḥrāʾ aš-Šarqīya, englisch Eastern Desert, beides wörtlich „östliche Wüste“) liegt zum größten Teil in Ägypten und ist neben der Nubischen Wüste die östlichste Teilwüste der Sahara in Afrika. Auch große Teile des östlichen Sudans und der Westen von Eritrea haben Anteile an diesem Teil der Sahara.
Die Wüste ist ein etwa 220.000 km² großes Trockengebiet. Sie erstreckt sich nordöstlich des Nassersees zwischen dem Nil und dem Roten Meer. Südlich des Nassersees liegt im Sudan die Nubische Wüste. 
Es handelt sich um eine Gebirgswüste. Von sanften Hügeln über abgerundete Mittelgebirgshöhen reicht die Skala bis zu mächtigen, steilen und schroffen Hochgebirgsketten mit bis zu 2300 m Höhe. Die in bestimmten Zügen angeordneten Höhen und Berge steigen aus engen bis zu Kilometer weiten Trockentälern, den Wadis, auf. Diese sind angefüllt mit meist feinerem Schutt und feinstem Sand. Als leicht zugängliche und befahrbare Täler bilden sie infolge ihres durchschneidenden und durchkreuzenden Verlaufes einen natürlichen Aufschluss der Gebirge. Mangels jeglichen Bewuchses erscheinen die Berge in den Farben der sie aufbauenden Gesteine: Die Hochgebirgsketten im Rot des Granits, die Mittelgebirgshohen in dunklerem oder hellerem Grün der Basalte und Diabase. Auch die zu ihren Füßen verlaufenden Wadis zeigen meist deutlich abgegrenzt diese verschiedenen Färbungen. 
Es gibt drei Nationalparks bzw. Schutzgebiete in der Arabischen Wüste: Gebel-Elba-Nationalpark, das Schutzgebiet Wādī al-ʿAlāqī sowie Wadi-al-Gamal.
Am Rand der Arabischen Wüste liegen diverse größere Städte wie Assuan in Ägypten, Port Sudan und Khartum im Sudan sowie Tessenei in Eritrea.

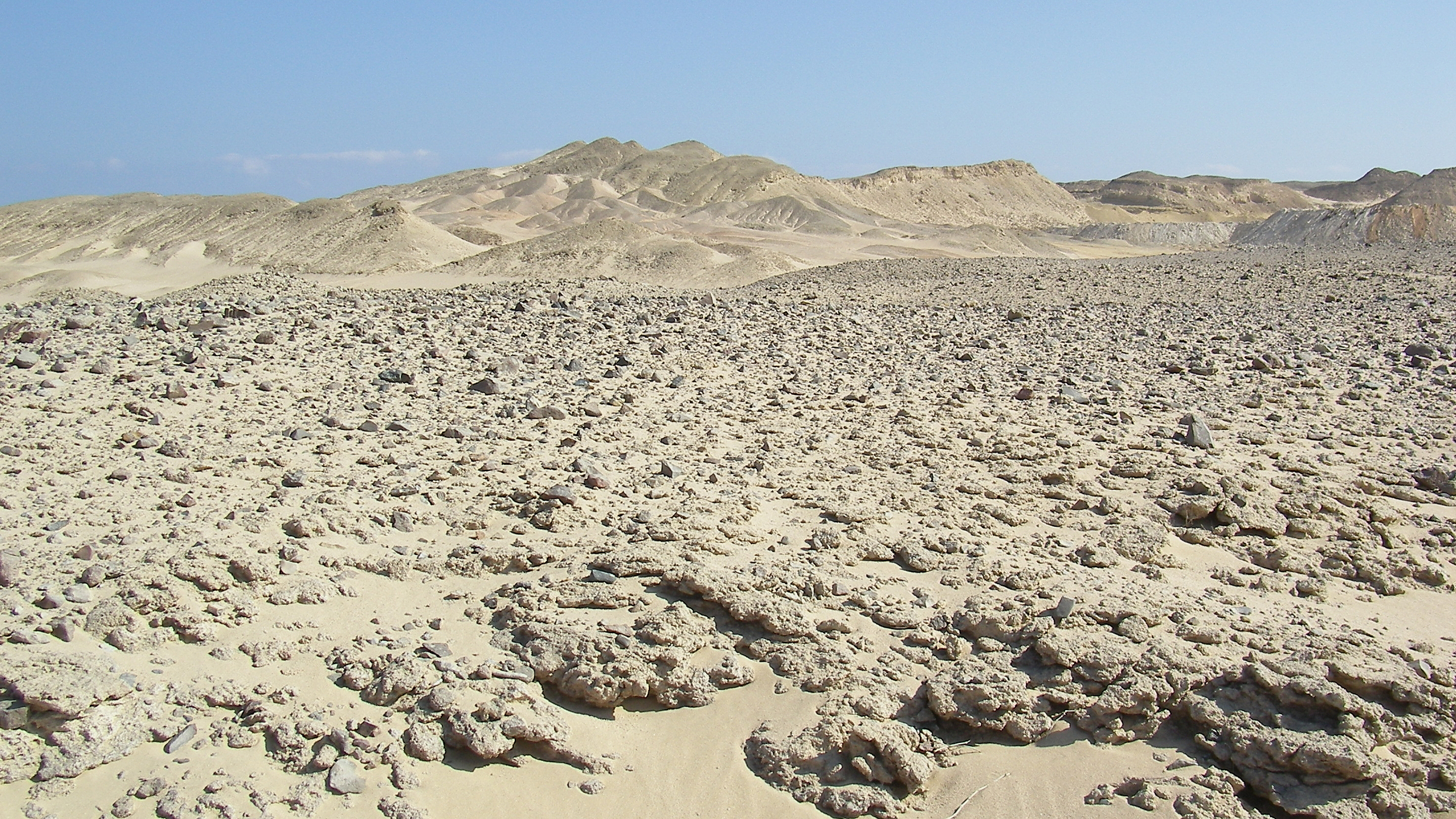
Wüstenlandschaft nahe Hurghada am Roten Meer in Ägypten
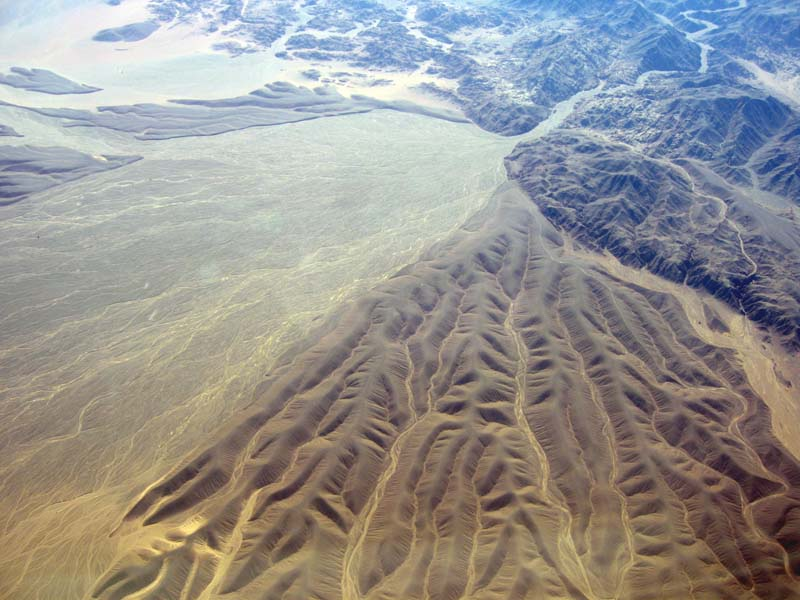
Luftbild, deutliche Terrassierung und Schwemmland erkennbar
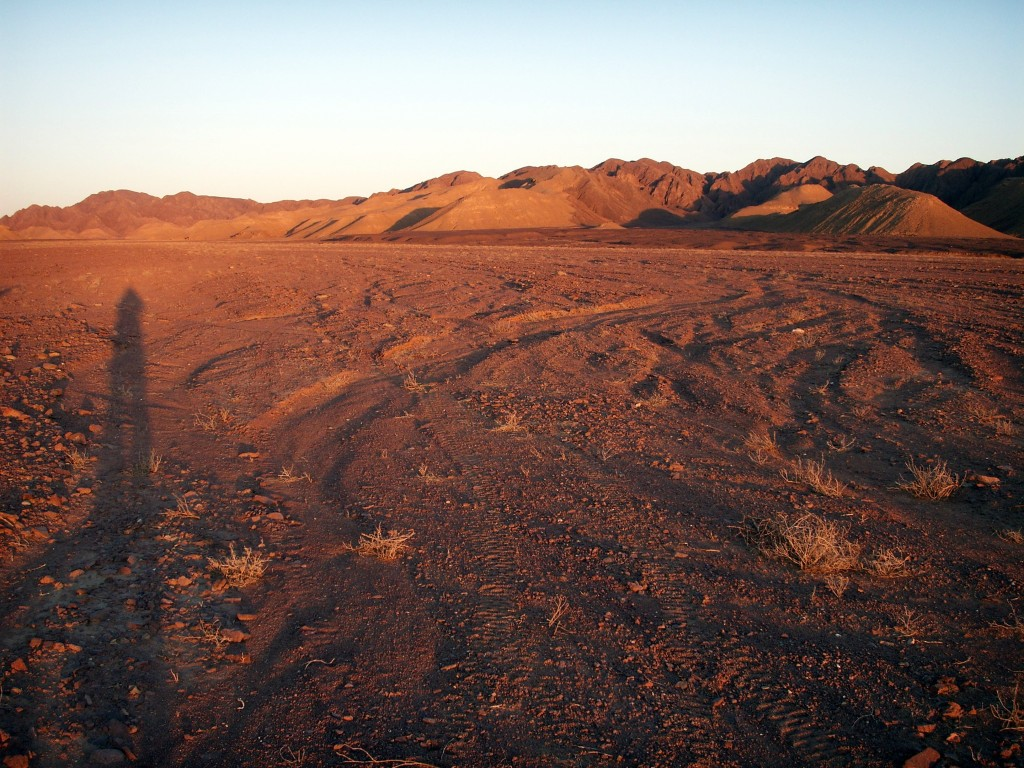
Nahe am Roten Meer bei Kalawy Bay
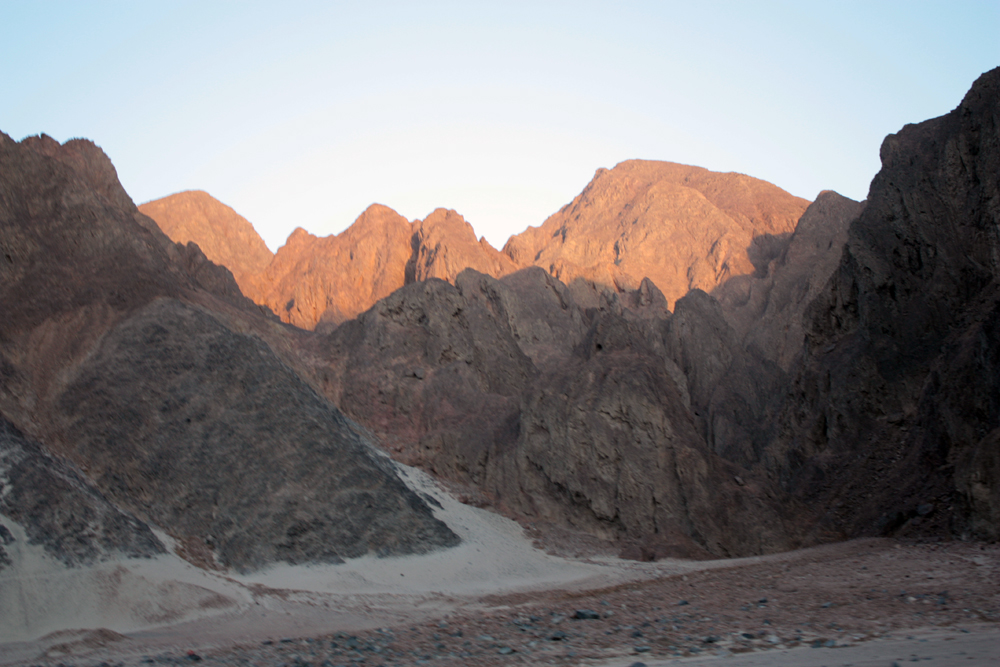
Felsgebirge zwischen Qina und Safaga